# Henri Coudray
Pour les articles homonymes, voir Coudray.
Henri Coudray, né le 22 juin 1942 à Pont-de-Beauvoisin dans l'Isère en France, est un prêtre jésuite français, évêque et premier vicaire apostolique de Mongo au Tchad de 2009 à 2020.

## Biographie
Entré chez les Jésuites le 16 octobre 1961, Henri Coudray fit ses études aux scolasticats jésuites de Chantilly (philosophie) et Fourvière (Lyon) (pour la théologie) et à l'Université pontificale grégorienne de Rome. Il est  ordonné prêtre le 30 juin 1973 et fait sa profession religieuse définitive chez les Jésuites le 2 mars 1980. 
En parallèle de ses études religieuse - et dans la perspective d'une mission en Afrique - il a également obtenu une licence en arabe et islamologie à Lyon.
Il exerce successivement les fonctions de professeur d'arabe au lycée franco-arabe d'Abéché au Tchad, de directeur du noviciat d'Abidjan en Côte d'Ivoire, avant de revenir au Tchad, comme curé à Mongo. Il prend alors une part active au dialogue islamo-chrétien.
Le 1er décembre 2001 il est nommé préfet apostolique de Mongo. Il le reste jusqu'au 3 juin 2009 lorsque le pape Benoît XVI érige la préfecture apostolique en vicariat apostolique, devenant alors le premier vicaire apostolique de Mongo avec le titre d'évêque titulaire (ou in partibus) de Silli (de). 
Il reçoit la consécration épiscopale le 29 novembre 2009 des mains de Matthias N'Gartéri Mayadi, archevêque de N'Djamena, assisté de Charles Vandame, archevêque émérite de N'Djamena et Goetbé Djitangar, évêque de Sarh.
Le 14 décembre 2020, le pape François accepte sa démission, il est alors âgé de 78 ans.